# MMIII Kunstverein Mönchengladbach
Der MMIII Kunstverein Mönchengladbach ist ein gemeinnütziger und eingetragener Verein mit Sitz in Mönchengladbach, der sich der Förderung und Vermittlung zeitgenössischer Kunst widmet. Der Kunstverein wurde 2003 gegründet und befindet sich seitdem in einer ehemaligen Textilfabrikhalle in den Boetzelen Höfen an der Künkelstraße. Der Verein ist Mitglied in der Arbeitsgemeinschaft Deutscher Kunstvereine. Das Ausstellungsprogramm konzipieren der Künstler und Vorsitzende des Vereins Klaus Schmitt und der Kurator Wilko Austermann.

## Geschichte
Der MMIII Kunstverein Mönchengladbach ist eine Plattform für zeitgenössische Kunst. Der MMIII Kunstverein Mönchengladbach wurde im Jahr 2003 ins Leben gerufen. Seit der Gründung widmet sich der MMIII der Präsentation und Vermittlung von zeitgenössischer Kunst. Er bietet herausragenden jungen und etablierten Positionen eine Plattform und zeigt nationale ebenso wie internationale Künstler. Der Name des Vereins entstand aus der römischen Zahl für 2003, dem Gründungsjahr. Seither haben in den Räumen des MMIII knapp 75 Ausstellungen national und international bekannter Künstler stattgefunden. Der Kunstverein schafft einen kommunikativen Rahmen, bietet Ausstellungsplattformen, fördert Diskussionen, macht Kunstprozesse sichtbar und zeigt Schnittstellen zu kunstverwandten Bereichen auf. Der Kunstverein organisiert regelmäßig Gespräche mit Galeristen, Kuratoren und Sammlern, die außerhalb ihrer eigenen Räumlichkeiten interessierten Künstlern die Gelegenheit geben möchten, besondere Projekte zu verwirklichen. In Zusammenarbeit mit kulturellen Einrichtungen der Stadt präsentiert der MMIII Kunstverein der heimischen Szene Neuigkeiten von überregionaler und internationaler Bedeutung. 

## Ausstellungen (Auswahl)
- 2020: Maurits Boettger, Ticks
- 2020: Clemens Botho Goldbach, system.invest.
- 2020: Repurpose Textiles, Ari Bayuaji, Stephanie Friedrich, Tobias Hantmann, Richard Helbin, Isabelle Heske, Angelika Huber, Ulrike Kessl, Linnéa Sjöberg, Gray Wielebinski
- 2020: SHAPED, Nils Bleibtreu, Domingo Chaves, Roman Lang, Eilike Schlenkhoff, Filiz Özcelik, Colin Penno
- 2020: Kirstin Arndt, ringen – lassen
- 2020: Johanna Reich, Fire of Thoughts
- 2019: Klaus Kleine, Earth
- 2019: Kinetic Machines, Julia Batzdorf, Hakan Eren, Bastian Hoffmann, Oskar Klinkhammer, Pfeifer & Kreutzer, Björn Schülke, Paul Schwaderer, Tina Tonagel, Denise Werth
- 2019: SHAPED FIGURE, Stefan Bircheneder, Robert Brambora, Thorben Eggers, Carolin Eidner, Vivian Greven, Roy Mordechay, Astrid Styma
- 2019: LABKV Zukunftslabor Kunstverein in Kooperation mit dem Krefelder Kunstverein
- 2019: Bea Otto, GRID AND RESONANCE
- 2019: Felix Contzen, clear - vision